# Клятва (фильм, 2019)
«Клятва» — российский фильм 2019 года режиссёра Романа Нестеренко.

## Сюжет
Фильм основан на реальных событиях — биографическая драма о спасшем множество жизней во время нацистской оккупации Крыма враче-психиатре Науме Балабане, главном враче Симферопольской психиатрической больницы. Фильм охватывает период жизни героя с 1910 по 1942 год.

## В ролях
- Александр Баргман — Наум Балабан
- Анна Вартаньян — Елизавета Балабан
- Дмитрий Готсдинер — Густав Шеффер
- Артём Будиков — Наум Балабан в молодости
- Кристина Стефанович — Елизавета Балабан в молодости
- Владимир Роганов — Густав Шеффер в молодости
- Николай Сердцев — Вернер
- Алёна Козырева — Мария Евгеньевна
- Игорь Грабузов — следователь Соколовский
- Юрий Цурило — комиссар Григорьев
- Ольга Котляренко — жена Григорьева
- Василий Мищенко — начальник НКВД
- Марина Денисова — Дарья
- Владимир Сергеев — Соломон Шварц
- Ольга Калмыкова — Егоровна
- Анатолий Семёнов — дед Брайер
- Кирилл Ильин — Николай Эльяш
- Светлана Павлова — Люба
- Виталий Максименко — доктор Минц
- Дмитрий Кундрюцкий — доктор Петров

## Съёмки
Съёмки проходили в Крыму — Ялте, Севастополе и Симферополе — основой площадкой стал Военно-морской госпиталь в Севастополе, часть съемок проходила на территории той самой психиатрической больницы в городе Симферополе, которой руководил Наум Балабан, так сцена сборного пункта евреев снималась в том же самом здании, где находился этот объект в 1941 году.
В эпизодических ролях задействованы актёры Крымского русского театра им. М.Горького и Севастопольского русского театра им. А. В. Луначарского.

## Показ
Кинопрокат фильма пришёлся на пик ограничений в пандемию, должен был выйти на майские праздники, но вышел на экраны только через полгода — 26 ноября 2020 года, в ограниченное число кинотеатров и с учётом санитарных ограничений по числу мест в кинозалах, фильм посмотрели всего около тысячи зрителей.

## Фестивали и награды
Фильм стал лауреатом призов более десятка кинофестивалей, в том числе:
- XXVIII Várna Love is Folly International Film Festival (Варна, Болгария, 2020) — Приз Союза кинематографистов Болгарии и специальный Приз мэрии города Варна режиссёру (Роман Нестеренко)[5]
- XII онлайн-фестиваль «Дубль дв@» (2021, Москва) — Приз зрительских симпатий
- XVIII кинофестиваль «Амурская осень» (2020, Благовещенск) — Приз за лучший сценарий (Роман Нестеренко, Татьяна Мирошник) и Приз за лучшую женскую роль (Анна Вартаньян)
- V кинофестиваль «17 Мгновений» им. В. Тихонова (2021, Павловский Посад) — Гран-при фестиваля[6]
- XIX Международный фестиваль военного кино имени Ю. Н. Озерова (2021, Тула) — «Золотой меч» за лучшую режиссуру (Роман Нестеренко) и Приз за лучшую мужскую роль (Александр Баргман)[7]
- XII Человек, познающий миркинофестиваль «Человек, познающий мир» (2020, Керчь) — Главный приз «За лучший художественный полнометражный фильм»[8][9]
- VIII кинофестиваль «Провинциальная Россия» (2021, Ейск) — Приз «Лучшая режиссёрская работа» (Роману Нестеренко)[10]
- XVI Православный Сретенский кинофестиваль «Встреча» (2020, Обнинск)— Главный приз — Лучший игровой фильм
- VI фестиваль кино и телефильмов духовно-нравственного содержания «Святой Владимир» (2020, Симферополь) — Главный приз: «Лучший игровой полнометражный фильм»
- V Золотой единорог[англ.] (2021, в рамках Russian Film Week в Лондоне) — фильм номинировался в категории «Лучший фильм»

Фильм вошёл в лонг-лист из 40 фильмов конкурса на кинопремию «Ника» за 2020 год в номинации «Лучший игровой фильм», но не вошёл в число шести финалистов-номинантов на пермию.

## Рецензии
- Пётр Волошин. Рецензия на фильм «Клятва». Киноафиша (9 ноября 2020). Дата обращения: 6 июля 2025.